# Seseli sessiliflorum
Seseli sessiliflorum là một loài thực vật có hoa trong họ Hoa tán. Loài này được Schrenk miêu tả khoa học đầu tiên năm 1845.